# Maria z Dzieciątkiem i świętymi
Maria z Dzieciątkiem i świętymi (Magdalena czytająca) – obraz ołtarzowy Rogiera van der Weydena, przykład niderlandzkiego malarstwa tablicowego.

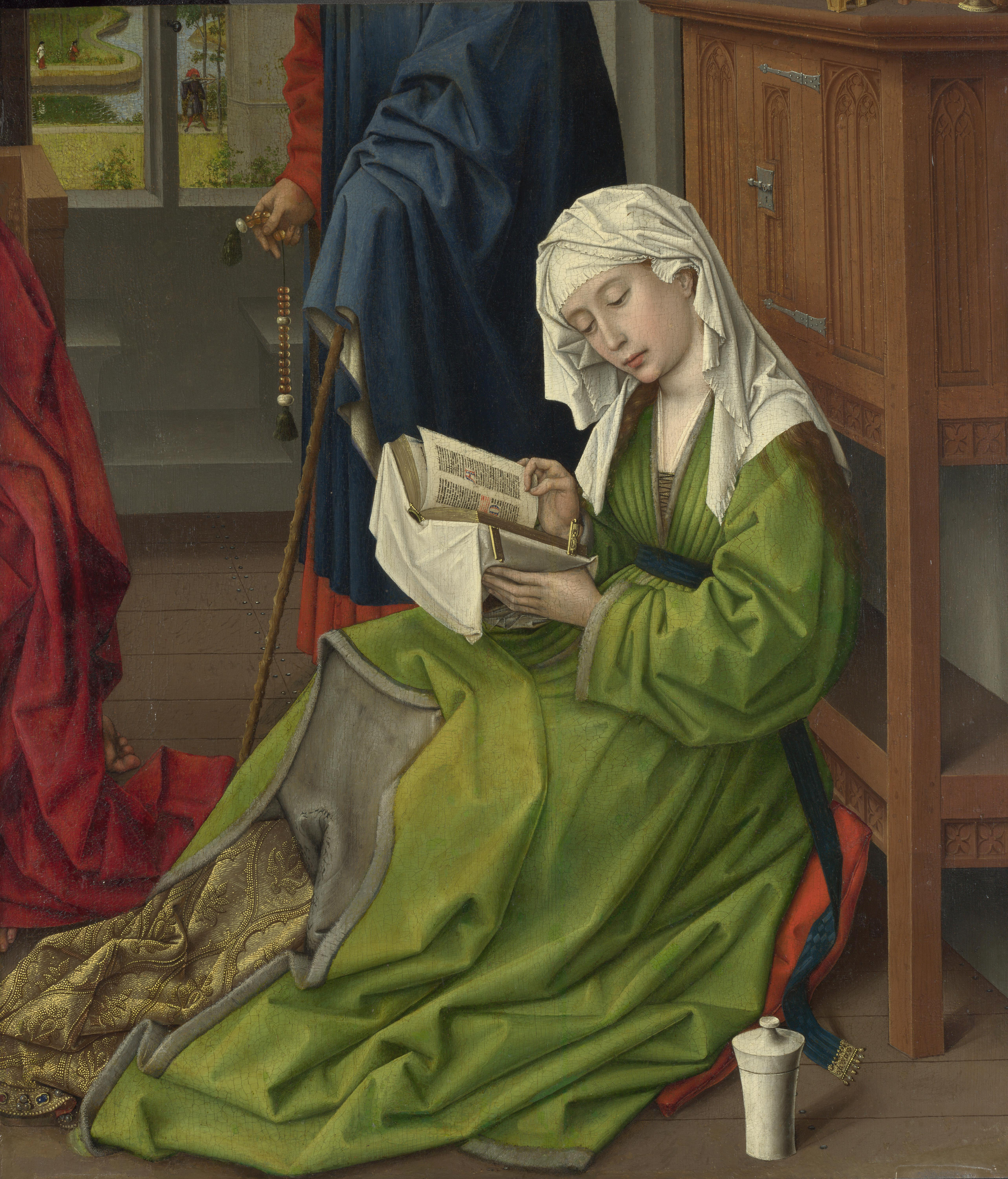
Maria Magdalena czytająca – fragment obrazu Maria z Dzieciątkiem i świętymi z National Gallery w Londynie

Z obrazu Maria z Dzieciątkiem i świętymi do obecnych czasów zachowały się trzy fragmenty dzieła: Magdalena czytająca, znajdująca się w National Gallery w Londynie i dwa portrety świętych, prawdopodobnie św. Józefa i św. Katarzyny przechowywane w Muzeum Calouste Gulbenkiana w Lizbonie. W sztokholmskiej Nationalmuseum zachowała się grafika z ok. 1500 roku, autorstwa Mistrza Girarta de Roussillon, przedstawiająca skopiowany obraz Weydena. Szkocka historyk sztuki Lorne Campbell, kurator National Gallery w Londynie, w swojej monografii rozszerzyła liczbę postaci o Magdalenę i stojącego nad nim św. Józefa. Na podstawie rysunku oraz trzech zachowanych fragmentów szacuje się pierwotną wielkość obrazu na ok. 100 x 150 cm.

## Datowanie
Lorne Campbell datuje ołtarz na lata 1432 -1437 czym czyni go, obok Madonny van der Paele van Eycka jeden z najwcześniejszych niderlandzkich Sacre Conversazioni, wyprzedzając nawet włoskie ujęcia tego tematu. Historyk sztuki John Ward zauważa, że ołtarz był jednym z pierwszych dzieł van der Weydena, stworzonym na początku swojej kariery, kiedy był jeszcze pod silnym wpływem Roberta Campina. Na podstawie podobieństw do Ołtarza Werla datuje go na rok ok. 1437. Datowanie dzieła na tak wczesne lata nie jest przez wszystkich historyków uznawana; m.in. Stephan Kemperdick datuje powstanie obrazu na rok ok. 1454.

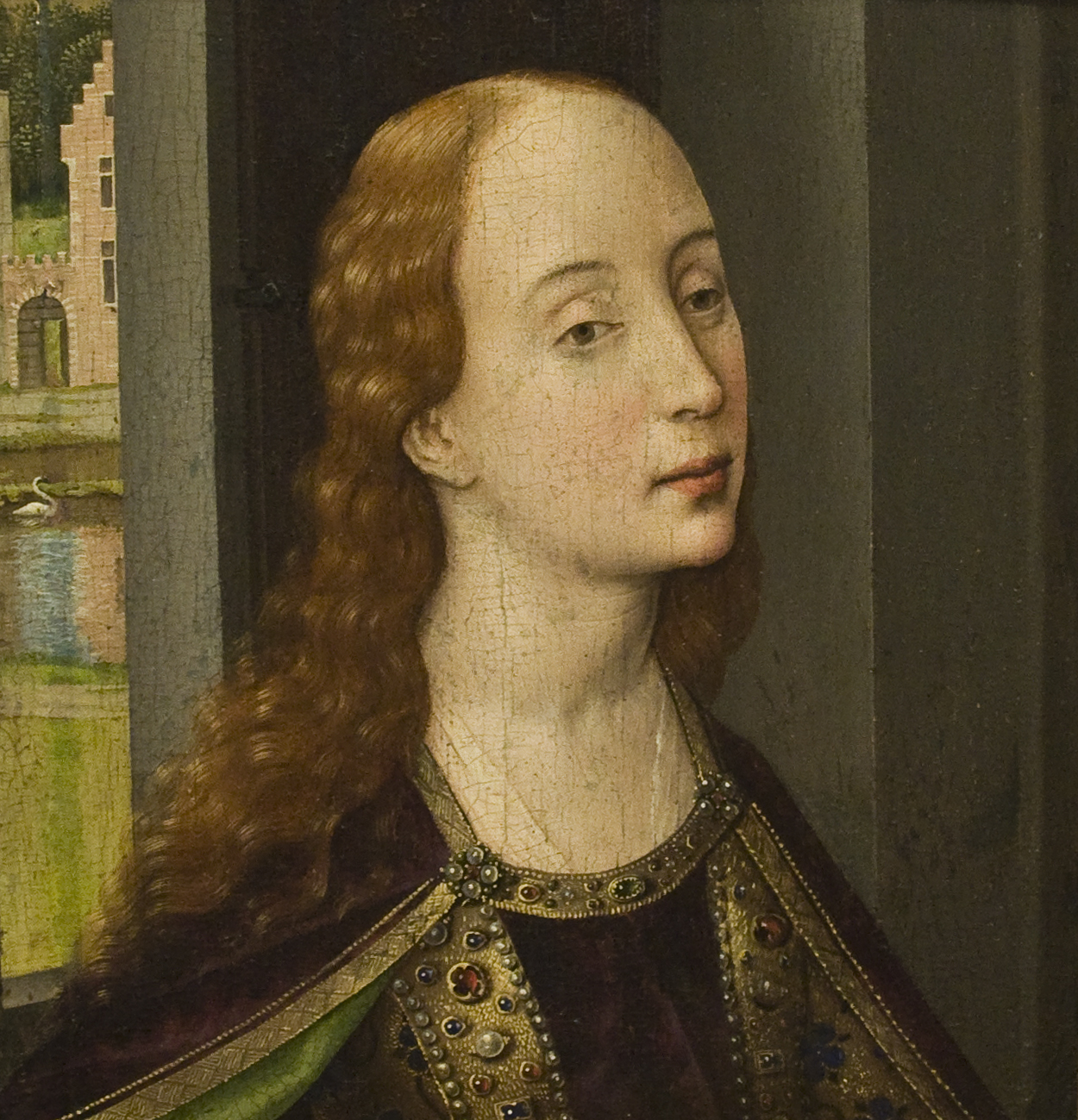
Święta Katarzyna fragment obrazu ołtarzowego Maria z Dzieciątkiem i świętymi z Muzeum Calouste Gulbenkiana

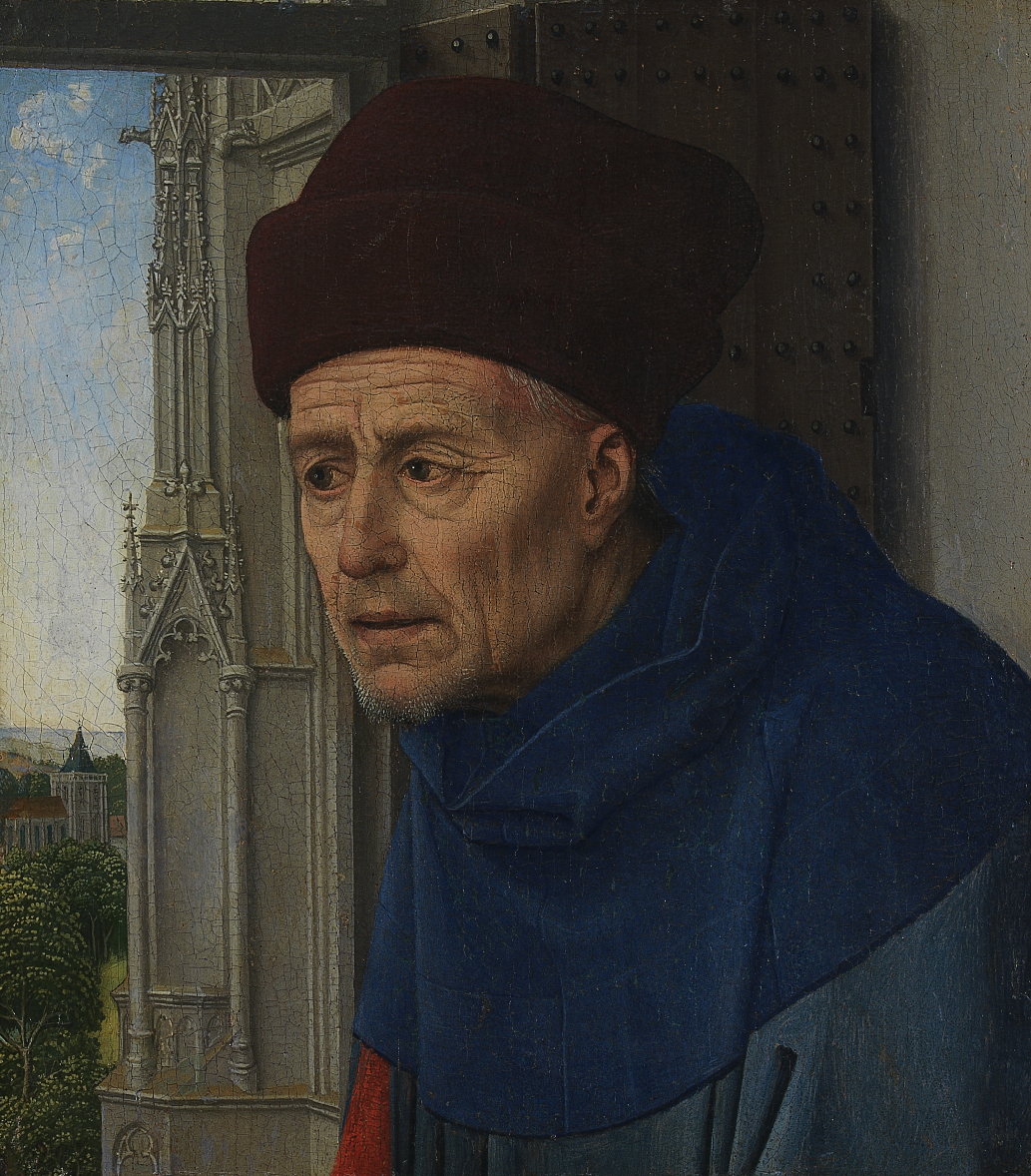
Święty Józef fragment obrazu ołtarzowego Maria z Dzieciątkiem i świętymi z Muzeum Calouste Gulbenkiana

## Historia i opis obrazu
Opierając się na grafice, ołtarz ukazuje kolejno (od lewej strony): niezidentyfikowanego świętego biskupa z mitrą i pastorałem, w geście błogosławieństwa; następnie w wąskiej na pozór pustej przestrzeni widać pionowe linie tworzące zarys klęczącej postaci. Prawdopodobnie jest to św. Katarzyna a fragment z jej wizerunkiem głowy przechowywany jest w lizbońskim muzeum. Dalej stoi postać z brodą, bosa, z otwartą księgą; prawdopodobnie jest to Jan Chrzciciel. Pośrodku na tronie siedzi Madonna z Dzieciątkiem, które przechylone jest w swoją lewą stronę, w kierunku otwartej świętej księgi podtrzymywanej przez klęczącego Jan Ewangelistę. Tu grafika kończy się, jednakże londyński obraz przedstawia dalszy ciąg obrazu ołtarzowego: postać Magdy Magdaleny a w tle szaty Józefa. W Muzeum Gulbenkiana w Lizbonie znajduje się fragment z głową św. Józefa, psujący do postaci stojącej w tle londyńskiej Magdaleny.

### Maria Magdalena
Obraz został podzielony przed rokiem 1811, prawdopodobnie w wyniku uszkodzenia. Największa zachowana część przedstawiająca Czytającą Magdalenę, na początku XVII wieku uległa kolejnym zmianom: zamalowano tło na ciemny kolor pozostawiając jedynie postać świętej. Po tych zmianach losy obrazu aż do XIX wieku są nieznane. Został na nowo odkryty w 1811 roku by w 1860 roku, za pośrednictwem paryskiego marszanda Edmonda Beaucousina, trafić do londyńskiego National Gallery. Dopiero w 1955 roku, po przeprowadzonych pracach konserwatorskich i usunięciu zabrudzeń i zamalowań, przywrócono pierwotny wygląd odciętego fragmentu.
Wizerunek Magdy Magdaleny w malarstwie renesansowym bardzo często był syntezą kilku Marii wspominanych w Nowym Testamencie lub identyfikowano ją z jedną z nich co miało wpływ na ikonografię towarzyszącą jej postaci. Weyden oparł postać Magdaleny na tradycyjnym przedstawieniu Marii z Betanii. Maria była tą, która siedziała u stóp Jezusa; słuchała i kontemplowała Jego Słowa. Artysta ukazał świętą siedzącą w cichej pobożności, z pochyloną głową i wzrokiem zatopionym w lekturze księgi. Rękopis wygląda jak XIII wieczna francuska Biblia. Fakt przedstawienia kobiety czytającej na XV wiecznym obrazie należał do rzadkości; modelka musiała należeć do szlacheckiego rodu. O rodowodzie może wskazywać strój Magdaleny: zielona suknia przepasana niebieską szarfą spod której wystaje suknia spodnia wykonana z bogatej tkaniny złotogłowia. Weyden wzór tkaniny oddał z wielką dbałością. Magdalena siedzi na czerwonej poduszce i opiera się o drewniany kredens. Koło niej, na pierwszym planie stoi jej atrybut: alabastrowy flakonik symbolizujący olejek jaki według Ewangelii przyniosła do grobu Chrystusa. Jak twierdzi Cambell, Weyden zadbał o wiele szczegółów, czym dorównał a nawet prześcignął szczegółowość van Eycka. Usta Magdaleny zostały pomalowane mieszaniną koloru cynobru, bieli i czerwieni, obszycia zielonej sukni maja różne odcienie szarości a złota tkanina u dołu wykonane zostały impastem o różnej barwie i wielkości kropek. Za Magdaleną stoi Józef trzymający w dłoniach różaniec z perłowymi koralami od których odbija się światło. Również inne elementy otaczające kobietę zostały oddane z dbałością o szczegóły: paznokcie postaci klęczącej, gwoździe w podłodze, światło odbijane w klamrach książki. W tle znajduje się przykład malarstwa miniaturowego: artysta przedstawił maleńka postać kobiety na ścieżce i łucznika oraz refleksy świetlne odbijające się od wody w rzece.        
Według Lorne Campbell, figura Magdaleny była pierwowzorem dla postaci św. Barbary znajdującej się na skrzydle Ołtarza Werla; jest bliska Marii ze sceny Zwiastowania autorstwa Roberta Campina.

### Inne postacie
W Lizbonie znajdują się dwa fragmenty obrazu pojawiające się po raz pierwszy w inwentarzu kolekcji Leo Nardus z Suresnes w 1907 roku. Pierwszy przedstawia popiersie kobiety, ubranej w bogaty, wręcz królewski strój. Powszechnie uznaje się, że jest to postać św. Katarzyny Aleksandryjskiej. Na obrazie prawdopodobnie klęczy na co wskazuje układ jej szaty i widoczna rzeka w tle będąca na tym samym poziomie co na londyńskim fragmencie. Historycy Martin Davies i John Ward wysuwają hipotezę, iż postać Katarzyny, choć wyszła z pod pędzla Weydena lub bardzo bliskich współpracowników, to mogła pochodzić z innego obrazu ołtarzowego. Na dowód przedstawiają przykład fragment okna widoczny za plecami świętej, które framuga jest gładka gdy okna za św. Józefem jest frezowane. Taka niekonsekwencja w twórczości Weydena jest bardzo wyjątkowa. Teza ta nie broni się gdy porówna się grubość obu paneli, które są jednakowe - 1,3 cm i mają brawie identyczne wymiary (18,6 x 21,7 cm dla Katarzyny i 18.2 × 21 cm dla Józefa). Lorne Campbell wskazuje dodatkowo na mały czerwony trójkąt znajdujący się po prawej stronie wizerunku świętej (widoczny po zdjęciu ramy) pasujący do brakującej czerwonej szaty Jana Chrzciciela.